# 夏の憂鬱
「夏の憂鬱 [time to say good-bye]」（なつのゆううつ タイム・トゥ・セイ・グッドバイ）は、日本のロックバンド、L'Arc〜en〜Cielの3作目のシングル。1995年10月21日発売。発売元はKi/oon Sony Records。

## 概要
前作「Vivid Colors」から約3ヶ月ぶりとなるシングルリリース。本作の表題曲は、1995年9月1日に発売した3rdアルバム『heavenly』からのリカットとなっており、リカットシングルのリリースは1994年10月発売の「Blurry Eyes」以来約1年ぶり2作目のこととなる。
本作の表題曲「夏の憂鬱 [time to say good-bye]」は、アルバム『heavenly』に収録された楽曲「夏の憂鬱」をリアレンジしたバージョンとなっている。「夏の憂鬱」をリアレンジした経緯について、tetsuyaは「9月1日にアルバム『heavenly』を出して、その中から10月か11月にシングルをカットしようって話は、前からあったんですよ。それで、いざ曲を決める時に、「夏の憂鬱」の、スタッフからの評判がよかったんです。でも、オレらの中では、シングル・カットするつもりもなく、アルバムの中には、なんとなく始まって、なんとなく終わる曲って必要じゃないですか。そういう曲だったんで、シングルとしてひとり立ちさせるなら、ちゃんとよそ行きの洋服を着せたい！ということで、アレンジし直して、タイトルも「夏の憂鬱 [time to say good-bye]」にしました」と、本作発売当時のインタビューで語っている。そしてシングルカットするにあたり、前作「Vivid Colors」で共同編曲を担当した西平彰を新たにアレンジャーとして迎えリアレンジ作業が行われている。原曲の「夏の憂鬱」は1970年代〜1980年代のフォークロックを彷彿とさせる楽曲として制作されていたが、本作に収録されたリアレンジバージョンでは1980年代の煌びやかなニューミュージックテイストのアレンジが施されている。また、本作に収録されたリアレンジバージョンでは、イントロを歌メロから始まるかたちに変更し、Cメロの尺を伸ばしている他、構成変更に伴い歌詞を追加している。hydeはアレンジ作業について「新しいアレンジによって変わった部分っていうのは、アルバムの曲作りの合宿の時に、なんとなく案としてはあったんですよ。でも、アルバムに収録した形で、「夏の憂鬱」っていう曲の雰囲気は出せていたから、あれはあれでよかったんです。でも、今回、シングルとして、あらためて出すことになったんで、前のアイディアを活かそうかな、と」と語っている。（詳細は楽曲解説の項目を参照）
なお、音楽ライターの川口瑞夫は本作の表題曲について「堀江淳の「メモリーグラス」を連想した」「この曲のポップ感覚は、J-POPにおける王道のポップ感覚の外側にある。つまり、BOØWY～レベッカ～ビーイング系によって確立されたポップ感覚以前のそれだ。レトロ的と呼んでもニューミュージック的と呼んでも構わないが、ぼくはそこに他のバンドにはないユニークさを感じた」と評価している。また、川口は「（シングルを）一聴して興味を引いたのはC/W曲「あなたのために」のイントロである。ホルガー・シュカイみたいなコラージュ音が配されていたからだ。わずか1枚のシングルを聞いて連想したのが、堀江淳とホルガー・シュカイ、この落差は大きい。"ラルクって変？"という印象はさらに深まった」と本作を評している。
また、カップリング曲には、新曲として「あなたのために」が収められている。なお、この曲はインディーズ時代の頃から披露されていた楽曲が原曲になっている。

## リリース

### リリースプロモーション
本作のリリースプロモーションとして、1995年12月23日から同年12月25日にかけて、としまえんとのタイアップイベント「L'Arc〜en〜Ciel DAY Noël 1995」が開催された。この企画は、前述の期間中に本作のジャケットを持参し同所を訪れた者を対象に、入場料を無料にする試みとなっており、対象者には先着2万名限定でメモリアルカードがプレゼントされている。
また、としまえん内の特設シアターでは、そこでしか観ることのできないスペシャルビデオが上映されている。さらに、同年12月24日には同シアターにて、当時L'Arc〜en〜Cielのメンバーがパーソナリティを務めていたNACK5系ラジオ番組『MIDNIGHT ROCK CITY』の公開録音が行われた。

### リリース形態
本作は、通常盤（CD）の1形態でリリースされている。ちなみにフィジカルは、当時8cmシングルとして発表されていたが、2006年のシングル14作品再発企画において12cmシングルで再発売されている。

## ミュージックビデオ
表題曲「夏の憂鬱 [time to say good-bye]」のミュージック・ビデオは、フォトグラファーであるデイビッド・ステットソンがディレクターを務めた作品となっている。なお、この映像の撮影には、写真家の緒車寿一（愛称：チャーリー）が参加している。緒車は現在まで長らくL'Arc〜en〜Cielや各メンバーのソロ活動でフォトグラファーを担当しており、これがL'Arc〜en〜Cielとの出会いとなった。
このミュージック・ビデオは、2003年3月19日に発表したベストアルバム『The Best of L'Arc〜en〜Ciel 1998-2000』の初回限定盤特典DVDに初収録されている。また、2007年2月14日に発表したクリップ集『CHRONICLE 0 -ZERO-』にもこの映像が収録されている。そして、2019年12月11日には公式YouTubeアーティストチャンネルにおいて、YouTube Music Premium限定で映像の有料公開が開始されている。前述のYouTubeチャンネルでの有料公開開始から約2年4ヶ月後となる2022年4月8日からは、同サイトで映像の無料公開が開始されている。

## 収録曲
| #         | タイトル                                                | 作詞      | 作曲      | 編曲                             | 時間  |
| --------- | ------------------------------------------------------- | --------- | --------- | -------------------------------- | ----- |
| 1.        | 「夏の憂鬱 [time to say good-bye]」                     | hyde      | ken       | L'Arc〜en〜Ciel, Akira Nishihira | 5:01  |
| 2.        | 「あなたのために」                                      | hyde      | ken       | L'Arc〜en〜Ciel, Akira Nishihira | 4:34  |
| 3.        | 「夏の憂鬱 [time to say good-bye] (Voiceless Version)」 |           | ken       | L'Arc〜en〜Ciel, Akira Nishihira | 5:00  |
| 合計時間: | 合計時間:                                               | 合計時間: | 合計時間: | 合計時間:                        | 14:35 |

## 楽曲解説
1. 夏の憂鬱 [time to say good-bye]
  - 作詞: hyde / 作曲: ken / 編曲: L'Arc〜en〜Ciel & Akira Nishihira

歌謡曲的な湿っぽいメロディラインを持った哀愁漂うナンバー[3]。1995年9月に発表したアルバム『heavenly』に収録された原曲「夏の憂鬱」は、作曲者のken曰く、何の気なしにアコースティック・ギターを弾いていたときに生まれたイメージを基に制作したという。原曲の制作のイメージについて、kenは「東京ベイNKホール周辺のトロピカルな風景というか、夕焼けや海なんかがアタマのどこかにあったような気がしますね[8]」と語っている。
また、hyde曰く、原曲の制作にあたりkenから「これは（谷村新司が作詞・作曲した）山口百恵の「いい日旅立ち」のような雰囲気にしたいんだ[8]」と話があったという。こういったイメージもあってか、アルバム『heavenly』に収録したバージョンでは、1970年代〜1980年代のフォークロックを意識したアレンジ作業が行われていた。そして今回シングルカットするにあたり、セルフプロデュースで制作された原曲を基に、新たに共同プロデューサー兼アレンジャーとして西平彰を迎え、大幅なリアレンジが行われることになった。そして、今回リアレンジしたことにより、煌びやかなニューミュージックの雰囲気を内包した楽曲に変貌している。
なお、本作に収録されたリアレンジバージョンでは、楽曲構成が大幅に変更されている。まず、イントロを歌メロから始まるかたちに変更し、Cメロの構成を長尺に変え、メロディを追加している。また、kenが原曲で弾いていたワウを使ったギターのカッティングをカットしている[9]。
歌詞は、この曲の原曲のモチーフとなった山口百恵の楽曲「いい日旅立ち」の雰囲気を意識して書かれている。この曲の歌詞のイメージについて、作詞者のhydeは「この曲で見えているのは、午後3時くらいの風の強い、誰もいない、日本じゃないかもしれない砂浜[8]」と述べている。また、hyde曰く、作詞作業の際にkenから「「いい日旅立ち」みたいに、タイトルが何回も出てくるような感じにしたい[10]」とリクエストがあったという。
さらに、リアレンジバージョンの制作にあたり楽曲構成を変更したことを踏まえ、原曲の歌詞に新たなフレーズを追加している。リリックを原曲から変更・追加した経緯について、hydeは「楽曲をトータルで聴いた時に、自然と出てきたフレーズをそのままのせた。というか、詞はアルバムで出しきったつもりだったから、"これ以上、何を言うのかなぁ？"っていう感じだったんですけど、聴いたら自然と出てきたんですよね[11]」と語っている。
ちなみに、本作に収録されたシングルバージョンは、リカット作品ということもあってかスタジオ・アルバムには収録されておらず、2003年発売のベストアルバム『The Best of L'Arc〜en〜Ciel 1994-1998』で初めてアルバムに収録されることとなった。
余談だが、この曲は1996年に開催したライヴツアー「BIG CITY NIGHTS ROUND AROUND '96」の後、長きにわたりライヴで演奏されていなかったが、2006年に東京ドームで開催したバンド結成15周年を記念したライヴ「15th L'Anniversary Live」において約10年ぶりに披露されている。このライヴで演奏されたことをきっかけに、翌2007年に開催したホールツアー「Are you ready? 2007 またハートに火をつけろ!」の一部公演で演奏され、さらに2011年に開催したバンド結成20周年を記念したライヴ「20th L'Anniversary LIVE」や、2012年に開催したライヴツアー「20th L'Anniversary WORLD TOUR 2012 THE FINAL」の国立霞ヶ丘競技場陸上競技場（通称：旧国立競技場）公演などでも披露され、定期的にセットリストに組み込まれるようになっている。
また、2007年にはパートチェンジバンド、P'UNK〜EN〜CIELとして、hydeのディレクションのもとリアレンジしたうえで、この曲をセルフカバーしている。このセルフカバーは、32ndシングル「DAYBREAK'S BELL」に「夏の憂鬱 [SEA IN BLOOD 2007]」として収録されている。セルフカバーのアレンジ作業では、アレンジを担当したhydeの「俺の青春の、80年代スラッシュメタルのオイシイとこをグッと寄せ集めたい[12]」という思いから、パンクというよりはメタルのアレンジが施されている。具体的には、スラッシュメタルバンド、スレイヤーをイメージしたアレンジが施されており[12]、原曲の雰囲気をほとんど留めていないセルフカバーとなっている。
2. あなたのために
  - 作詞: hyde / 作曲: ken / 編曲: L'Arc〜en〜Ciel & Akira Nishihira

異国情緒のある切ないコーラスが印象的なメロディアスなナンバー。この曲の原型は、作曲者のkenがL'Arc〜en〜Cielに加入する以前に制作していたという。また、この曲の原型は、kenがL'Arc〜en〜Cielに加入した後のライヴで何度か披露されており、インディーズ時代の1993年8月1日に日清パワーステーションで開催したライヴ「Close by DUNE FINAL」などで演奏されていた。ちなみにこのライヴでは「Too...」という曲名で披露されていたが、後に「Too glare」という曲名に変更されている。曲名を「Too glare」に変更して以降も、1994年4月3日に渋谷公会堂で開催したライヴ「ノスタルジーの予感」などのライヴでたびたび演奏していたものの[13]、長らく音源化されることはなく、お蔵入りになりかけていたという[11]。ただ、tetsuyaの「いろいろ実験できる[11]」という考えもあり、新たにアレンジを施し、タイトルを付け直したうえで本作に収録される運びとなった[11]。
本作に収録するにあたり、前述の1993年のライヴで披露されたバージョンから歌のメロディが付け直されている。この曲のメロディについて、hydeは「メロディは1回白紙にして、もう1回つけ直した。でも、最初に聴いた時のサビはいっしょ。歌詞は以前に歌っていたものとは変えるんで、タイトルも変えました[11]」と語っている。また、この曲のプロデュースおよびアレンジ作業には、表題曲と同様に、西平彰が参加している。
さらに、コーラス部分は、ライヴではkenがハイトーンボイスで歌っていたが[11]、本作に収録された音源では歌手の山根麻衣が担当している[11]。hydeは山根のコーラスワークについて「あんなハスキー・ヴォイスだとは思わなかった。いきなりインドみたいな雰囲気になった[11]」「sakuraはインドになって喜んでるんですけどね[11]」と語っている。また、tetsuyaはこの曲の印象について「ちょっと中途半端にインドの雰囲気でしょう？だから、ボクは不思議な曲だと思いますよ[11]」と語っている。
余談だが、kenがL'Arc〜en〜Cielのライヴで演奏するためにこの曲の原型を持ってきた際は、「Murder」という曲名をkenが付けていたという[11]。ただ、その曲名をhydeが聞き間違え、勘違いから「Mother」という曲名に変更になったという[11]。その後、「Mother」から「Too...」に再び曲名が変わり、さらに上記のような変遷を経て現在の曲名となった。したがってこの曲は、合計で4回[注 1]、タイトルが変更されたことになる[11]。

## タイアップ
夏の憂鬱 [time to say good-bye]
- TBS系番組『M-Navi』エンディングテーマ

## 参加ミュージシャン
- hyde：Vocal
- ken：Guitar
- tetsu：Bass
- sakura：Drums & Percussion
- 夏の憂鬱 [time to say good-bye]
  - 西平彰：Keyboards

## 収録アルバム
オリジナルアルバム
- 『heavenly』 (#1,原曲）

ベストアルバム
- 『The Best of L'Arc〜en〜Ciel 1994-1998』 (#1)
- 『The Best of L'Arc〜en〜Ciel c/w』 (#2)
- 『TWENITY 1991-1996』 (#1)